# Pteris preussii
Pteris preussii är en kantbräkenväxtart som beskrevs av Georg Hans Emmo Wolfgang Hieronymus. Pteris preussii ingår i släktet Pteris och familjen Pteridaceae. Inga underarter finns listade.